# Cineteca del Friuli
Cineteca del Friuli — видеографический и библиографический архив материалов по истории кино, штаб-квартира которого находится в Джемона-дель-Фриули.
Идея родилась у основателей Ливио Якоба и Пьеры Патата во время переезжих кинопоказов в палаточных городках, возникших после землетрясений, произошедших во Фриули в мае и сентябре 1976 года.
В архиве хранится почти 23 000 фильмов, включая игровые, документальные и кинохроники, в формате 16 и 35 мм, а также более 30 000 наименований в форматах VHS, DVD, BLU-RAY. Важнейшие коллекции включают классику анимации, итальянское и европейское немое кино, экспериментальное кино. Особое внимание уделяется фильмам, в том числе документальным, снятым во Фриули-Венеции-Джулии.
Книжное наследие также обширно: более 25 000 наименований, включая тома и брошюры.
Каждый год Cineteca del Friuli организует Дни немого кино, которые с 2007 года вернулись в историческое место проведения — Порденоне.